# Eris (thần thoại)
Eris (tiếng Hy Lạp: Ἔρις, "Xung đột") là nữ thần xung đột, bất hòa. Tương ứng La Mã là Discordia. Vị thần đối nghịch của bà trong thần thoại Hy Lạp là nữ thần Harmonia, người có tên La Tinh là Concordia. Homer đặt Eris ngang hàng với nữ thần chiến tranh Enyo. Hành tinh lùn Eris được đặt theo tên của nữ thần này.
Nữ thần Eris (Nữ thần Bất hòa, Xung đột, Lừa dối, Già nua, buồn phiền) là một nữ thần có tính nóng nảy thường gây ra tranh cãi giữa các vị thần, là người đã thả quả táo vàng khắc chữ "Cho người đẹp nhất" vào bàn tiệc cưới vua Hi lạp Peleus, là nguyên nhân bắt đầu cho cuộc chiến tranh thành Troia suốt 10 năm.

## Liên kết
- Goddess Eris at Theoi.com, ancient texts and art
- Hesiod’s Works And Days
- Hesiod’s Theogony
- Homer’s Iliad
- Homer's Iliad at Gutenberg(there are many different translations at Gutenberg)